# Côme Girschig
 (février 2025).
Motif : A part un article du Monde qui malgré son titre ne lui est pas vraiment consacré, aucune source secondaire centrée sur lui
- Archive Wikiwix
- Bing
- Cairn
- DuckDuckGo
- E. Universalis
- Gallica
- Google
- G. Books
- G. News
- G. Scholar
- Persée
- Qwant
- (zh) Baidu
- (ru) Yandex
- (wd) trouver des œuvres sur Wikidata

| 1. | Préciser le motif de la pose du bandeau. | Précisez le motif de la pose du bandeau en utilisant la syntaxe suivante : {{admissibilité à vérifier\|date=juin 2025\|motif=remplacez ce texte par le motif}}                     |
| 2. | Informer les utilisateurs concernés.     | Pensez à avertir le créateur de l'article, par exemple, en insérant le code ci-dessous sur sa page de discussion : {{subst:avertissement admissibilité à vérifier\|Côme Girschig}} |

 (février 2025).
 (février 2025).
Côme Girschig est auteur, conférencier et entrepreneur dans le domaine de la transition écologique.
Il s'est engagé en faveur de diverses causes liée à l'écologie (négociations climatiques internationales, Convention citoyenne sur le climat, 5G). Il travaille aujourd'hui sur la question de la désirabilité des transitions écologiques.
En 2023, il fait partie des "30 under 30" mis en avant par le média Usbek et Rica, qui répertorie 30 personnalités de moins de 30 ans considérées comme ayant une influence importante sur les enjeux écologiques.

## Enfance et scolarité
Côme Girschig a grandi à Boulogne-sur-Mer.
Il est ingénieur, diplômé en 2017 de l'École nationale des ponts et chaussées. Il a co-écrit deux articles mathématiques publiés dans la revue spécialisée Dependance modelling,.
Il est aussi diplômé de Sciences Po Paris.

## Engagement écologique
Côme Girschig s'est engagé dans différentes associations et organisations en faveur des enjeux écologiques, et notamment climatiques. Il est l'un des cofondateurs de l'association Jeunes Ambassadeurs pour le climat, qui participe et rend accessibles les négociations climatiques internationales. Il a eu des fonctions au sein des associations CliMates et On Est Prêt.
En 2022, il a créé un clip pour appeler au boycott de la coupe du monde de football au Qatar, produit et incarné par l'actrice Lucie Lucas.

### Mobilisation dans les négociations climatiques internationales
A partir de 2016, il s'investit dans les négociations climatiques sur la Convention-cadre des Nations unies sur les changements climatiques (CCNUCC) au sein de l'Organisation des Nations unies. Il est notamment nommé "jeune délégué au sein de la délégation inter-ministérielle française",.
En 2019, il est le représentant français au Sommet mondial de la jeunesse pour le Climat,. Il appelle à cette occasion à uniformiser les positions de la jeunesse mondiale sur la transition climatique.

### Mobilisation lors de la Convention citoyenne pour le climat
Lors de la Convention citoyenne pour le climat, mise en place par le gouvernement français et qui s'est tenu d'octobre 2019 à juin 2020, il fait partie des personnes désignées pour être "reporters citoyens".

### Procès contre la 5G
En 2020, il fonde le collectif Procès 5G France qui initie deux procès contre la mise en place de la technologie 5G en France. L'organisation appelle à mieux évaluer les impacts écologiques et sociaux de cette technologie, en invoquant notamment le principe de précaution. Par ailleurs, il publie une tribune dans Le Monde dénonçant la lecture partiale des faits scientifiques relatifs aux impacts sanitaires de la 5G.

### Positionnement sur le quota carbone individuel
En 2021, il participe au TEDx Panthéon-Sorbonne, et s'y exprime en faveur du quota carbone individuel. Cela permettrait selon lui de respecter les budgets carbone nationaux tout en assurant une transition écologique juste et respectant les libertés individuelles. Cette proposition s'éloigne de celle faite par Jean-Marc Jancovici, qui propose de limiter le nombre de vols en avion par personne.

### Positionnement sur la stratégie du mouvement climat
Côme Girschig s'exprime régulièrement en faveur de la diversification des modes d'action du mouvement climat, de la désobéissance civile à l'engagement politique institutionnel.

### Positionnement sur la géo-ingénierie
Côme Girschig exprime une vive inquiétude quant à l'utilisation de la géo-ingénierie, et souhaite que soit mise en place une gouvernance multilatérale.

### Positionnement sur le renoncement
Dans la lignée des travaux sur la redirection écologique d'Alexandre Monnin, il a défendu, à l'occasion d'un TedX aux Ponts et Chaussées, la nécessité du renoncement en entreprise pour accélérer la transition écologique.

## Activités professionnelles
Côme Girschig est aujourd'hui entrepreneur et auteur conférencier.
En 2022, il s'est associé à Imagine 2050 pour écrire une conférence sur les nouveaux imaginaires et leur rôle pour favoriser la transition écologique. Il a également abordé cet enjeu des imaginaires dans une conférence donné dans le cadre de la Convention des Entreprises pour le Climat,.

## Publications
Côme Girschig a participé à la rédaction de plusieurs ouvrages :
- Avec Tanguy Descamps : Engagez-vous (qu'ils disaient). Le guide pour trouver sa place dans le monde de l'écologie[22]
- Auteur de la préface : Nature humaine, Ruth Hobday et Geoff Blackwell[23]
- Participation : Basculons ! Cahier militant[24] (cf vidéo sur le sujet[25])